# 鷹臣
鷹臣（たかおみ、1986年11月10日 - ）は、日本の俳優、ダンサー。デビュー当時は今間 卓也（こんま たくや）名義で、2009年まではTakuya（たくや）名義で、以降は矢吹 卓也（やぶき たくや）として活動していた。現在は鷹臣名義で大衆演劇で活動している。所属事務所の変遷は、SRプロモーション→デザイア→グロリアスクリエーションズ。
東京都出身。身長168cm。趣味・特技は、料理・ダンス・バスケットボール。

## 略歴
相葉弘樹らとストリートダンスユニット・BRIGHTSを結成し、代々木公園などで活動していた。BRIGHTSは2004年に解散し、同年よりダンスボーカルパフォーマンスユニット・ZEALの一員となる。
2005年より舞台『ミュージカル・テニスの王子様』に出演。同年9月18日にZEALは解散し、以後はケイダッシュステージ『bambino』シリーズ出演など、俳優として舞台を中心に活動する。
2009年9月20日付でSRプロモーションとの契約を終了。2010年2月11日のイベントにて、Takuyaから矢吹卓也と改名を発表。
2011年12月、親しい女性のキャッシュカードを盗み現金約20万円を引き出したとして窃盗容疑で警視庁麹町署に逮捕、出演予定だった舞台「ジパングパイレーツ」を降板。当時の公式ブログおよびTwitterは閉鎖された。
2014年5月、新宿歌舞伎町の大手ホストグループ【ZERO-GROUP】のYouTubeCM動画”【変身・妄想】 ZERO GROUP feat.テニミュ矢吹卓也 「平凡な毎日から脱出する方法」”に出演。

## 出演

### テレビドラマ
- 3年B組金八先生 第7シリーズ 第1話（2004年10月、TBS）
- こちら本池上署 第4シリーズ 第8話（2004年12月、TBS）
- Pinkの遺伝子 第12話（2005年12月、テレビ東京） - 中条センリ 役
- ドラマ30 家族善哉（2006年11月 - 2007年1月、毎日放送） - 深町 役

### 舞台
- ミュージカル・テニスの王子様（2005年 - 2008年） - 芥川慈郎 役
  - The Imperial Match 氷帝学園
  - The Imperial Match 氷帝学園 in winter 2005-2006
  - Dream Live 3rd
  - Advancement Match 六角 feat. 氷帝学園
  - Dream Live 4th
  - The Imperial Presence 氷帝feat.比嘉
- ROCK'N JAM MUSICAL II（2005年 - 2006年） - カズヤ 役
- bambino+（2006年12月） - 良治 役
- bambino 2（2007年5月） - 良治 役
- すけだち（2007年8月） - ボルクス 役
- 欲望という名の電車（2007年11月） - 集金人の若者 役
- bambino+ in YOKOHAMA（2007年12月） - 良治 役
- 義経-YOSHITSUNE-（2008年4月） - 吉次 役
- bambino 0（2008年5月） - 良治 役
- 僕の東京日記（2008年6月） - 原田満男 役
- 義経-YOSHITSUNE- 紫鬼王編（2008年11月） - 吉次 役
- ジョリー・ロジャー（2009年1月） - ポニー 役
- K（2009年2月 - 3月） - 杉崎喬一 役
- 朗読劇 苦情の手紙（2009年2月）
- ジェニファー（2009年3月） - 桜庭ヒロシ 役
- クンジードーvol.1〜情熱の僕のパンチ〜（2009年3月） - タクヤ 役（映像出演）
- 新撰組異聞PEACE MAKER（2009年5月） - 市村鉄之助 役
- bambino.3 &+（2009年8月 - 9月） - 良治 役
- HAMLET -青い薔薇のくちづけ-（2010年4月） - ホレイショー 役
- シブヤ×アキバ 〜カノジョはボクの青い鳥〜（2010年5月） - リキト 役
- 2069（2010年7月） - ハジメ 役
- シブヤ×アキバ 〜カノジョはボクの青い鳥〜 未来ver.（2010年8月 - 9月） - リキト 役
- 花咲ける青少年 〜The Budding Beauty〜（2010年9月-10月） - セズン 役
- ふしぎ遊戯（2010年10月） - 井宿 役
- 激動の時を越えて BUTLER×BATTLER 〜聖夜の贈りもの〜（2010年10月）
- テガミ（2011年1月）
- 花咲ける青少年 〜The Budding Beauty in The Oriental Blue Wind〜（2011年2月） - セズン 役
- ふしぎ遊戯 〜朱雀編〜（2011年3月 - 4月） - 井宿 役
- ロイヤルホ☆ト 2011（2011年5月） - 豊丸 役
- RING WANDERING（2011年7月）
- ミュージカル 忍たま乱太郎 第二弾 〜予算会議でモメてます〜 再演（2011年7月） - 土井半助 役
- 虹色サラウンド（2011年10月）
- ザ・デッド・エンド 〜1億円か殺人犯か史上最悪のゲームが始まる〜（2011年10月）

### 映画
- イヌゴエ（2006年）
- クローズZERO（2007年）
- 恋極星（2009年）
- 戦国番長ガチザムライ（2010年） - 又吉 役
- ガチバンMAX（2010年） - 和田修平 役

### オリジナルビデオ
- レモンエンジェル 実写版（2006年） - ユウヤ 役
- Let's Country Line Dance -カントリーラインダンス-（2007年）

### インターネット
- ラブ・コレ 東京Love Collection 第6話（2006年、GyaO）

## 作品

### 写真集
- espresso（2007年6月2日、スタジオワープ）ISBN 978-4860102302
- Day & Night（2009年4月15日、扶桑社）ISBN 978-4594058968

### DVD
- 猫の住む家（2007年、英知出版）
- Metamorphose（2009年、ポニーキャニオン）

### その他
- 携帯ノベルゲーム『恋色☆プリンス』『Takuya☆レボリューション』（2007年、ジグノシステムジャパン）